# Yatağan, Serinhisar
Yatağan là một thị trấn thuộc huyện Serinhisar, tỉnh Denizli, Thổ Nhĩ Kỳ. Dân số thời điểm năm 2010 là 2.966 người.